# Urraca Fernández
Urraca Fernández de León (? – 1007) leóni és navarrai királyné

## Élete
Születésének helye és ideje nem ismert. Fernán González burgosi és kasztíliai gróf és első felesége, Sancha Sánchez ötödik gyermekeként született.
Apai nagyszülők: Gonzalo Fernández burgosi gróf és Muniadona asztúriai nemeshölgy.
1007-ben hunyt el.

## Édestestvérei
- Gonzalo, aki Fronilde Gómezt vette nőül, Diego Rodríguez Porcelos kasztíliai gróf feltételezett unokáját
- Sancho, ő apai nagyanyja, Sancha után kapta a keresztnevét
- Munio
- García (938-995), aki 960-ban feleségül vette Ribagorzai Évát, II. Rajmund gróf leányát, s hét közös gyermekük (két fiú és öt leány) jött világra, Mayor, Száncsó, Urraca, Gonzáló, Elvíra, Toda és Oneca.
- Muniadona, ő Gómez Díaz (Saldaña grófja) hitvese lett

## Házasságai
Urraca 951-ben ment férjhez először, III. Ordoño leóni királyhoz, akinek egy fiút (Ordoño) és egy leányt (Teréza) szült frigyük mintegy öt éve során. (Egyes feltételezések szerint három gyermekük született: Ordoño, Teréza és Bermudo.) Teréza apáca lett, ám Ordoño sajnos még fiatalon meghalt.
958-ban, III. Ordoño halála után Urraca újból férjhez ment. Második hitvese IV. Ordoño leóni király lett, aki két év múlva elhunyt. Közös gyermekük nem született. 962-ben ismét oltár elé állt, ezúttal II. Sancho pamplonai király felesége lett. (Mindkettejük egyik nagyapja I. Sancho pamplonai király volt.)
Frigyükből négy örökös jött világra:
- García (964 körül - 1000 vagy 1004), 994 decemberétől IV. García néven később ő lett Pamplona királya. 981 augusztusában García nőül vette Jimena Fernándezt, Cea 2. grófjának második leányát.
- Ramiro (?-992)
- Gonzalo, ő kormányozta Aragónia grófságát, édesanyjával, a régens Urraca királynéval együtt.
- Urraca, aki Almanzor muszlim-ibériai vezér hitvese volt, mielőtt kolostorba vonult. Egy fiuk született, Abd al-Rahman.